# Paromeoskloster

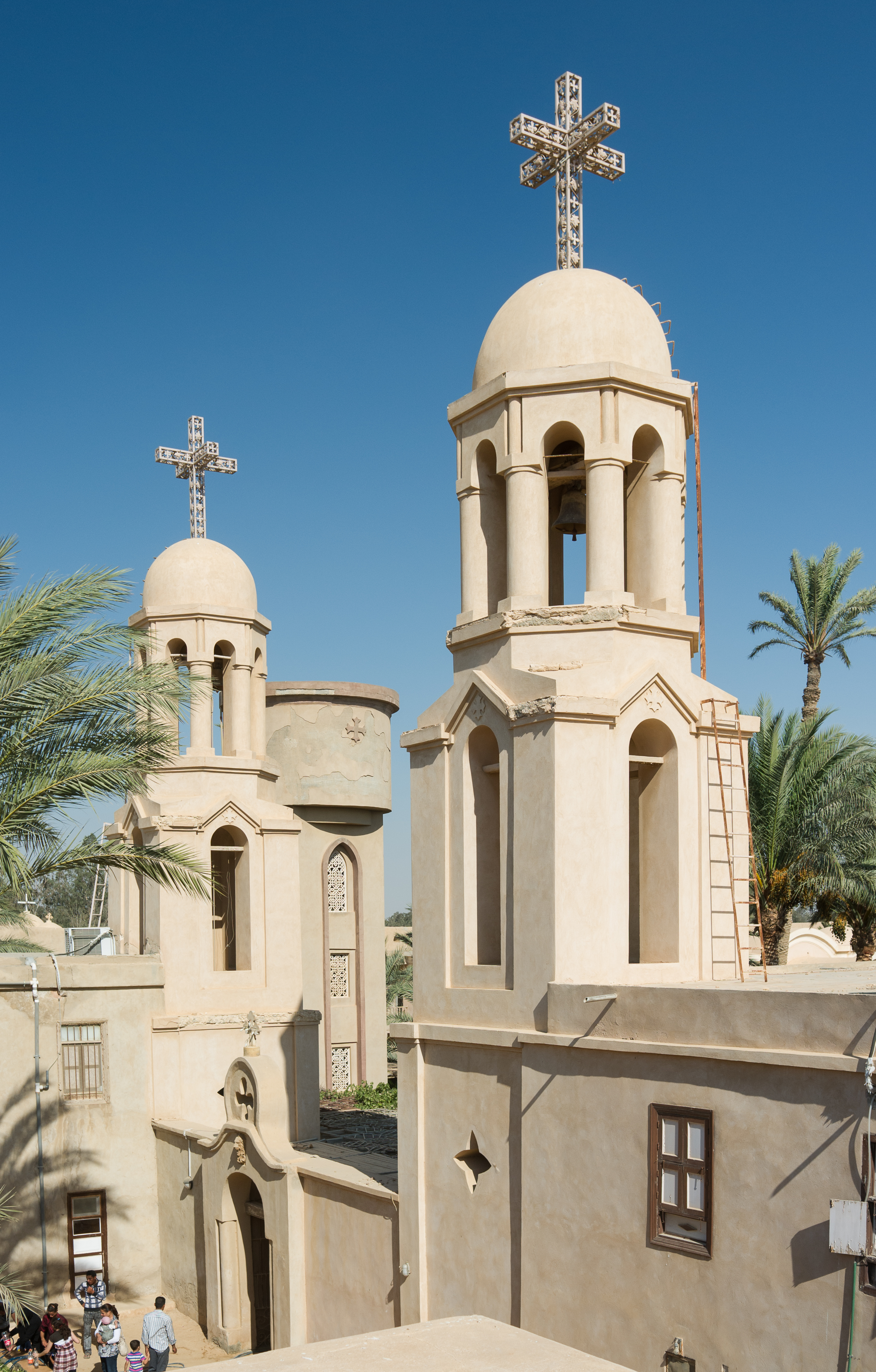
Paromeoskloster

Das Paromeoskloster oder Boromäoskloster ist ein koptisch-orthodoxes Kloster im Wadi Natrun (nitrische Wüste), Gouvernement al-Buhaira in  Ägypten. Es ist das nördlichste der vier Klöster in der Sketischen Wüste, etwa 9 km nordöstlich des St.-Pischoi-Klosters. Der Name Paromeos ist abgeleitet von koptisch Pa-Romeos (dt.: „Römer“). Das Kloster ist der Jungfrau Maria gewidmet.

## Etymologie, Gründung und Frühgeschichte
Das Paromeoskloster ist vermutlich das älteste unter den vier bestehenden sketischen Klöstern. Es wurde ca. 355 gegründet vom Heiligen Makarios dem Großen. Die römischen Heiligen Maximus und Domitius, Kinder des römischen Kaisers Valentinian I., sollen ihre Zelle an der Stelle des heutigen Klosters bewohnt haben. Nach koptischer Tradition sollen die beiden Heiligen in die sketische Wüste gegangen sein, während der Heilige Makarios der Große vergeblich versucht hatte, sie von einem Aufenthalt hier abzubringen. Dennoch blieben sie und erreichten eine asketische Perfektion, bevor sie in jungen Jahren starben. Ein Jahr nach ihrem Tod habe St. Makarios ihre Zelle mit der Errichtung einer Kapelle geweiht, die er „Zelle der Römer“ nannte. Eine andere Überlieferung bezieht den Namen auf die römischen Kaiser Arcadius und Honorius, die Jünger von St. Arsenius. Letzterer war selbst ein römischer Mönch, der sich in Sketes niedergelassen hatte, die beiden Kaiser könnten ihren Lehrer in seiner Abgeschiedenheit besucht haben, wodurch das Kloster seinen Namen erhielt.
Nach Zerstörung des Klosters 407 durch die Berber und Beduinen ließe St. Arsenius es wieder aufbauen. Im Anschluss an einen zweiten Berberüberfall 410 zog er sich zurück nach Troe, dem heutigen Kairoer Stadtteil Tura, wo er starb.
Neben St. Makarios und St. Arsenius bewohnten weitere Heilige des vierten und fünften Jahrhunderts das Paromeoskloster, wie St. Isidor und St. Moses der Schwarze, der bei dem Überfall von 407 den Märtyrertod erlitt.

## Mittelalterliche Geschichte
Nach den Angriffen der Berber und Beduinen ließ Papst Schenuda I. von Alexandria (859–880) Mauern um die Klöster der nitrischen Wüste errichten. Sie waren zwischen zehn und elf Metern hoch, etwa zwei Meter breit und mit einer dicken Gipsschicht bedeckt.
Während der ersten Hälfte des 15. Jahrhunderts besuchte der Historiker al-Maqrīzī das Kloster, das er Kloster des Moses des Äthiopiers identifizierte. Zu dieser Zeit hielten sich hier nur wenige Mönche auf. Weitere bedeutende Besucher waren Jean Coppin (1638), Jean de Thévenot (1657), Benoît de Maillet (1692), Guillaume Du Bernat  (1710), Claude Sicard (1712), Charles-Nicolas-Sigisbert Sonnini de Manoncourt (1778), Algernon Percy, 4. Duke of Northumberland (Lord Algernon Percy) (1828), George Curzon, 1. Marquess Curzon of Kedleston (1837), Henry Tattam (1839), Konstantin von Tischendorf (1845), Marie-Hélène Jullien 1881 und Alfred Joshua Butler (1883). Aus ihren Berichten geht hervor, dass 712 Mönche in sieben Klöstern der Region lebten, darunter zwanzig Mönche im Paromeoskloster in 1088, zwölf Mönche im Jahre 1712, neun 1799, sieben im Jahre 1842, im Jahre 1905 dreißig, fünfunddreißig im Jahr 1937, zwanzig im Jahr 1960 und sechsundvierzig im Jahr 1970. Heute ist das Kloster von etwa fünfzig Mönchen bewohnt.
Obwohl die Mönchsgemeinschaft im Mittelalter relativ unbedeutend war, erreichte 1047 ein Mönch die Patriarchenwürde, Papst Christodolos von Alexandria, der sich als Mann von großer Heiligkeit erwies. Im siebzehnten Jahrhundert errichten zwei Mönche die Patriarchenwürde: Papst Matthias III. von Alexandrien und Papst Matthias IV. von Alexandria. Aus dem Kloster ging eine Reihe von bedeutender Theologen hervor, einschließlich Vater Naum und Vater Abdel Massih ibn el Girgis Masuudi im 19. Jahrhundert.

## Moderne Geschichte
Das Kloster bewahrt einen großen Teil seiner überlieferten Traditionen. Es verfügt über fünf Kirchen. Die älteste Kirche ist der Jungfrau Maria gewidmet und enthält die Reliquien des Moses des Äthiopiers. Der aus dem sechsten Jahrhundert stammende Bau gilt als älteste sketische Kirche. Die zweite Kirche ist dem Heiligen Theodor Tiro, die dritte St Georg, die vierte  Johannes dem Täufer und die fünften Erzengel Michael gewidmet. Die von Papst Schenuda I. von Alexandria errichteten Mauern sind erhalten. Das Kloster enthält einen Bergfried, einen Turm, zwei Speisesäle und ein Gästehaus.
Über zweieinhalb Kilometer nordwestlich von diesem Kloster befindet sich die Tropfsteinhöhle des Papstes Kirellos VI. Mit zwölf Holzkreuzen markiert wurde es als der Fels von Sarabamun bekannt und entwickelte sich zu einem beliebten Wallfahrtsort. Ein Eisengitter schützt den Eingang zu dem Gelände. Die geräumige Höhle ist mit zahlreichen Bildern und Ikonen des Papstes Kirellos VI. ausgestattet. In der Wüste gibt es weitere Höhlen, die offensichtlich von Einsiedlern bewohnt werden.
Unter Papst Schenuda III. erfolgte jüngst eine Reihe von Renovierungen des Klosters. Eine Asphaltstraße führt jetzt zum Kloster, mehrere große Anbauten wurden hinzugefügt, ebenso sechs Wasserpumpen, ein Schafstall, ein Hühnerstall und zwei Generatoren, neue Wohn-Zellen sowohl innerhalb als auch außerhalb des Klosters. Eine Klinik und eine Apotheke besteht für die Mönche sowie ein geräumiges Exerzitiengebäude für Konferenzen; ein großes zweistöckiges Gästehaus wurde im Januar 1981 eröffnet.

## Ruinen und Ausgrabungen
Im Jahre 1996 finanzierte die niederländische Organisation für wissenschaftliche Forschung (NWO) und die archäologische Fakultät der Universität Leiden Forschungen an dem archäologischen Fundort des Klosters Mose der Äthioper in der Nähe des Paromeoskloster. Dieses war von einer wohl im neunten Jahrhundert errichteten Umfassungsmauer umgeben.
Innerhalb des alten Klosters in der südöstlichen Ecke legten Archäologen Reste einer 16 m² großen Struktur frei. Ihr ursprünglicher Zweck war zunächst unklar, am ehesten dachte man an einen etwa 25 m hohen Wehrturm. Keramikfunde aus dem 4. oder frühen 5. Jahrhundert deuteten jedoch darauf hin, dass der Turm schon sehr früh klösterlichen Zwecken diente. Man vermutete, dass er zunächst als römische militärische Befestigungsanlage zum Schutz der Salzproduktion in der nitrischen Wüste errichtet worden war. Nachdem er im 4. Jahrhundert aufgegeben wurde, nutzten ihn dann wohl die neu angekommenen Einsiedler.
Im Jahr 1998 legte man eine Struktur frei, die sich später als Reste einer Kirche erwiesen. Die schlecht gearbeiteten Wände des Kirchenschiffs aus improvisiertem Mauerwerk deuten darauf, dass die Kirche nach einer Zerstörung vielleicht eilig wieder aufgebaut wurde. Von besserer Qualität zeigte sich der Chor der Kirche, der offenbar etwas später wieder aufgebaut, vielleicht am Ende des neunten oder Anfang des zehnten Jahrhunderts. Der recht gut erhaltene Altar, liegt einen Schritt höher auf einem Podium.
Überbleibsel einer wahrscheinlich früheren Struktur aus festem Mauerwerk mit fein geschnittenen Kalksteinblöcken wurden im westlichen Teil des Kirchenschiffs gefunden. In einem dieser Blöcke fanden sich in Hochrelief eingeschriebene Hieroglyphen, so dass man von der Existenz eines altägyptischen Denkmals in unmittelbarer Nähe des Fundortes ausgeht.

## Abt
Seit 2013 ist Abt des Klosters der Bischof Isithoros (Isidore).

## Päpste aus dem Paromeoskloster
- Christodolos (1047–1077)
- Johannes XIV. (1571–1586)
- Matthias III. (1631–1646)
- Matthias IV. (1660–1675)
- Kirellos V. (1874–1927)
- Johannes XIX. (1928–1942)
- Kirellos VI. (1959–1971)

## Andere Klöster der nitrischen Wüste
- Kloster des Heiligen Pischoy
- Kloster des Heiligen Makarios des Großen
- Syrisches Kloster

Koordinaten: 30° 21′ 25,7″ N, 30° 16′ 14,1″ O